# Shygirl
Blane Muise (* 4. Mai 1993 in London), besser bekannt unter ihrem Künstlernamen Shygirl, ist eine britische Rapperin, DJ, Sängerin, Songwriterin sowie Mitgründerin und -betreiberin des Labels NUXXE.
2016 veröffentlichte sie ihre erste Single Want More, die zugleich die erste Single des von Shygirl zusammen mit Sega Bodega und COUCOU CHLOE gegründeten Labels NUXXE war. Neben weiteren Singles erschien 2018 die EP Cruel Practice und 2020 die EP ALIAS, die international Beachtung fand. 2020 sang sie das Stück Watch auf dem Album KiCk i von Arca.

## Diskografie

### Alben
- 2022: Nymph

### EPs
- 2018: Cruel Practice
- 2020: ALIAS
- 2023: Club Shy

### Singles
- 2016: Want More
- 2017: MSRY
- 2017: NVR
- 2018: O
- 2018: Gush
- 2018: Nasty
- 2019: UCKERS
- 2019: BB
- 2020: FREAK
- 2020: SLIME
- 2023: Thicc